# I’ll Always Remember You
«I’ll Always Remember You» (рус. Запомню навсегда) — девятый эпизод четвёртого сезона американского телесериала «Ханна Монтана». Сценарий серии был написан Эндрю Грином и Марией Браун-Галленберг. Название серии – отсылка к песне Майли Сайрус I’ll Always Remember You. Серия примечательна тем, что в ней Майли Стюарт впервые призналась общественности, что она – Ханна Монтана.

## Сюжет
Парень Майли, Джесси, приходит навестить Майли и рассказывает, что знает секрет Майли: что она поп-звезда Ханна Монтана. Сказав ему, что он снова может стать ее гитаристом, она пытается убедить его не проявлять никакой привязанности, пока она Ханна Монтана, из опасения, что выяснится, что он изменяет одной из них.
Во время выступления на «Вечернем шоу» с Джеем Лено Джесси целует Ханну, а Лено называет их новыми возлюбленными Америки. После того, как Джесси узнают на пирсе, он обнимает Майли, и эта фотография распространяется по новостям, включая шоу Лено, где он объявляет, что Джесси изменил Ханне. Из текстовых сообщений от своей семьи Джесси узнает, что поклонники Ханны все больше расстраиваются из-за него, и говорит Майли, что пока ее двое, он не может быть с ней, поэтому они расстаются.
Письма о зачислении Майли и Лилли в колледж приходят по почте, и Майли узнает, что ее не приняли в Стэнфордский университет, в отличие от Лилли. Майли проезжает 200 миль до Стэнфорда, чтобы узнать, что, хотя у нее правильный характер и хорошие оценки, у нее не так много внеклассных занятий, как у Лилли. Она расстраивается еще больше, когда понимает, что сделала много дел, но не может сказать этого из-за секрета Ханны.
По возвращении домой Лилли приходит в голову идея рассказать приемной женщине, что Майли была помощницей Ханны и что она действительно делала все эти вещи. По дороге туда доктор Фил появляется как визуальное проявление ее перенапряженного подсознания. По прибытии Майли узнает, что ей нужно какое-то подтверждение работы, и снова возвращается домой, чтобы переодеться в Ханну Монтану. Прибыв в роли Ханны, она узнает, что такую знаменитость, как она, приняли бы, если бы у нее были оценки Майли. После недолгих раздумий снять парик она возвращается домой разочарованная.
Затем Лилли решает не учиться в колледже в течение года, пока Майли не поступит. Затем приходит Джесси, примиряясь с Майли. Находясь в своей спальне, Майли разговаривает со своей совестью, которая появляется как Ханна, о том, на сколько ее друзьям и семье пришлось пойти на компромисс ради ее тайны. Затем снова в доме она видит Джесси и Лилли, говорящих ей, что им пришлось пожертвовать своей жизнью ради нее.
После разговора с отцом Майли оглядывается на все свои наряды Ханны и вспоминает те прекрасные времена, которые она пережила в роли Ханны с самого начала шоу. Она приняла решение; она садится, чтобы снова поговорить с «Ханной», которая прощается с ней в последний раз, когда Майли благодарит ее, прежде чем наконец оставить Ханну позади.
Она снова появляется на «Вечернем шоу» с Джеем Лено, и ей есть что сказать. Далее она говорит, что одиннадцатилетняя девочка, желающая стать рок-звездой и вести нормальную жизнь, больше не хочет притворяться, снимает парик Ханны и поет песню в роли Майли. В знак поддержки Робби снимает усы своего менеджера, а Лилли снимает парик Лолы, и вместе они также прощаются со своим альтер-эго.

## Культурные отсылки
- Эпизод начинается с исполнения тремя мышами песни на мотив Camptown Races.
- После того как Майли получает отказ от Стэнфордского университета трио исполняет пародию на мюзикл Кошки.
- После воссоединяя Майли с Джесси, трио на мешке с кормом для лошадей исполняет песню на мотив William Tell Overture.
- После того как Майли узнаёт секрет происходящего трио пародирует песню Леди Гаги Bad Romance.
- В конце эпизода трио исполняет колыбельную на мотив «Twinkle Twinkle Little Star», одновременно перечисляя всех друзей Майли.

## Актёры
| - Майли Сайрус в роли Майли Стюарт - Эмили Осмент в роли Лилли Траскотт - Билли Рэй Сайрус в роли Робби Рэй Стюарта - Джейсон Эрлз в роли Джексона Стюарта - Мойзес Ариас в роли Рико Суаве | - Джей Лено в роли самого себя - Фил Макгроу в роли в роли самого себя - Валери Махаффей в роли миссис Джейсон - Таммин Сурсок - Рей Дроу в роли Джесси |

## Премьера
Премьера эпизода в США состоялась 7 ноября 2010 на канале Disney Channel
 Серия собрала наибольшее количество телезрителей во всём четвёртом сезоне  –  7,1 млн. Дата премьера в России - 19 ноября 2011.